# Vòng loại Giải vô địch bóng đá thế giới 2010 – Khu vực châu Á (Vòng 5)
Các trận đấu thuộc vòng thứ năm của vòng loại Giải vô địch bóng đá thế giới 2010 khu vực châu Á diễn ra từ ngày 5 đến ngày 9 tháng 9 năm 2009.

## Thể thức
Hai đội đứng thứ ba của hai bảng đấu ở vòng 4 sẽ thi đấu loại với nhau trong hai trận play-off trên sân nhà và sân khách. Đội chiến thắng trong vòng đấu này sẽ giành quyền tham dự trận tranh vé vớt với đội đứng đầu của khu vực châu Đại Dương (New Zealand) để giành một vé tới vòng chung kết tại Nam Phi. 

## Các trận đấu
Lễ bốc thăm thứ tự của hai trận đấu đã được tiến hành vào ngày 2 tháng 6 năm 2009, tại Đại hội FIFA được tổ chức ở Nassau, Bahamas.
| Đội 1   | TTS     | Đội 2       | Lượt đi | Lượt về |
| ------- | ------- | ----------- | ------- | ------- |
| Bahrain | 2–2 (a) | Ả Rập Xê Út | 0–0     | 2–2     |

| Bahrain | 0–0      | Ả Rập Xê Út |
| ------- | -------- | ----------- |
|         | Chi tiết |             |

| Ả Rập Xê Út                           | 2–2      | Bahrain                            |
| ------------------------------------- | -------- | ---------------------------------- |
| Al-Shamrani 13' · Al-Montashari 90+1' | Chi tiết | Jaycee John 42' · Abdullatif 90+3' |

Tổng tỷ số là 2–2, Bahrain thắng theo luật bàn thắng sân khách.

## Cầu thủ ghi bàn
Đã có 4 bàn thắng ghi được trong 2 trận đấu, trung bình 2 bàn thắng mỗi trận đấu.
1 bàn thắng
- Ismail Abdullatif
- Jaycee John Okwunwanne
- Hamad Al-Montashari
- Nasser Al-Shamrani